# Шийкра
Шийкра (на английски: SheiKra) е увеселително влакче в парка „Буш Гардънс Тампа Бей“ в гр. Тампа, щата Флорида, Съединените американски щати.
Открито е през 2005 година, а през 2007 година е реконструирано, като е премахнат подът на вагоните. Има височина 61 m, обща дължина 972 m и максимална скорост 110 km/h.